# Martín Muñoz de las Posadas
Martín Muñoz de las Posadas es un municipio de España perteneciente a la provincia de Segovia, en la comunidad autónoma de Castilla y León. Está enclavado en el territorio de la llamada Campiña Segoviana, a 39 km al noroeste de la capital provincial —muy próximo a la provincia de Ávila— y a 892 m de altitud. Cuenta con 45,59 km² de superficie y en 2017 con una población de 308 habitantes.

## Geografía

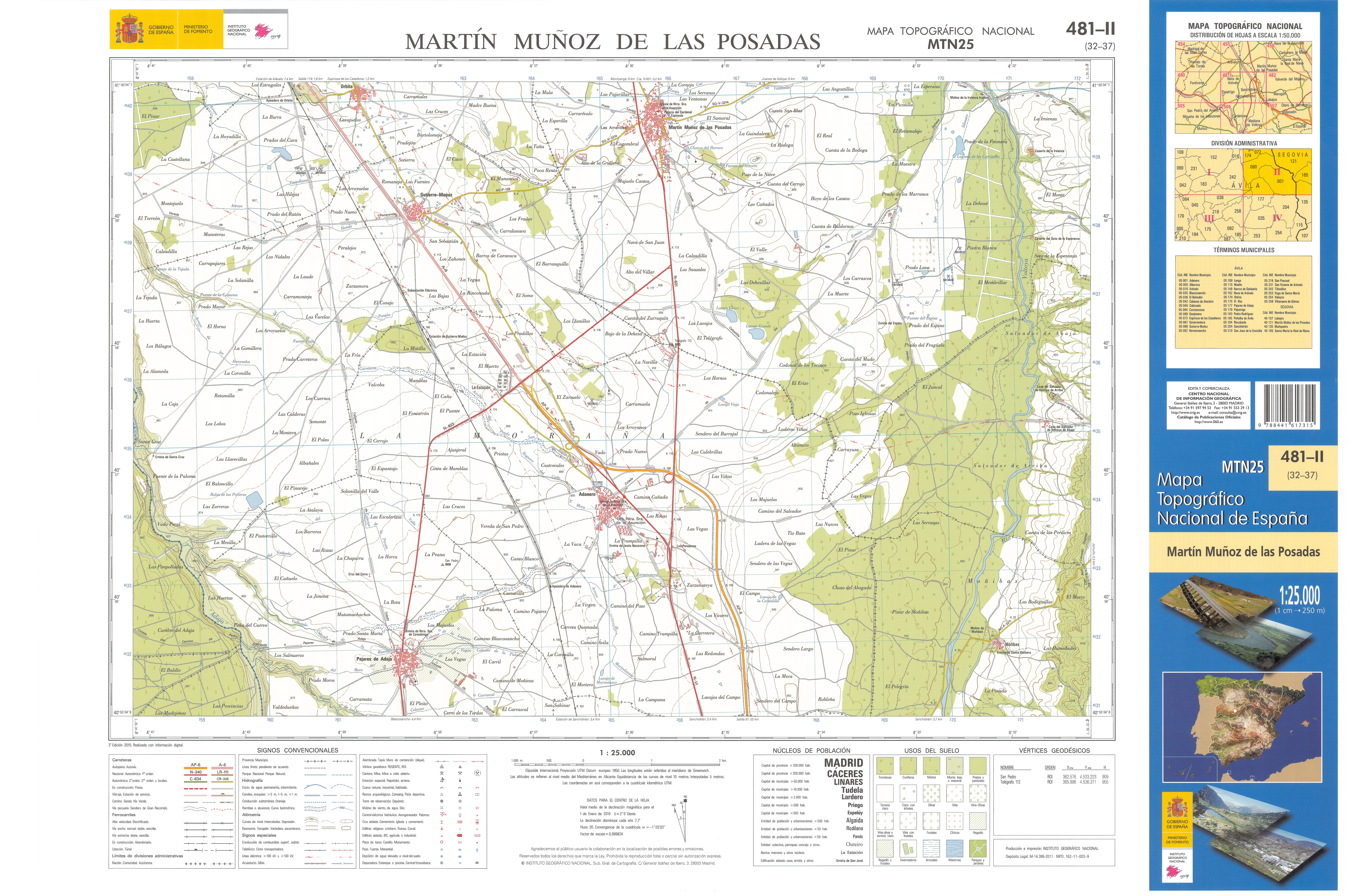
Fragmento de la hoja 481 del Mapa Topográfico Nacional de España de 2010 en el que se representa parte de Martín Muñoz de las Posadas

La localidad está situada a una altitud de 892 m sobre el nivel del mar.
| Noroeste: Codorniz                     | Norte: Codorniz | Noreste: Juarros de Voltoya           |
| Oeste: Orbita y Gutierre-Muñoz (Ávila) |                 | Este: Santa María la Real de Nieva    |
| Suroeste: Adanero                      | Sur: Adanero    | Sureste: Santa María la Real de Nieva |

## Historia
Su fundación (siglo XI) se debe a un caballero de Burgos llamado Martín Muñoz que se casó con Ximena Bezudo; Ximena llevó como dote todas estas tierras y en ellas su marido pobló los lugares que fue nombrando con su nombre y el de sus hijos, Martín Muñoz, Blasco Muñoz (primer Señor de Villafranca) y Gutierre Muñoz. El municipio de Armuña tomó su topónimo por su hija que se asentó en este lugar. Eran los tiempos de la repoblación del bajo Duero a instancias del rey Alfonso VI y bajo la dirección de Raimundo de Borgoña. Más tarde, el rey Alfonso VIII de Castilla apoyó la institución de los grandes Concejos en la Comunidad de Villa y Tierra y de ahí nació la división en sexmos; uno de ellos en las tierras segovianas es el sexmo de las Posaderas que comprende entre otros lugares a Martín Muñoz que adoptó el apellido «de las posadas».. Los lugares de este sexmo contaban con posadas para los arrieros y carreteros, lo que les supuso privilegios fiscales hasta 1399; de este pasado ha quedado solo el topónimo.
Durante la Revolución Comunera fueron aquí redactados por los comuneros los Capítulos de Martín Muñoz de las Posadas, primer borrador de la Ley Perpetua de 1520.
En el siglo XVI el lugar se vio enriquecido y favorecido gracias a la figura ilustre de Diego de Espinosa cuyos padres eran de familia noble y acaudalada. Su brillante carrera, los títulos que fue obteniendo, su honradez y su forma de resolver problemas, todo esto hizo que el rey Felipe II lo considerase como hombre de gran valía y de confianza otorgándole nombramientos y misiones de gran importancia hasta el punto de pedir al papa Pío V el capelo cardenalicio. Quiso el rey que comprase algún lugar para otorgarle el título de marqués a lo que Espinosa se negó pidiendo a cambio «... particular merced de conceder vna feria franca a la villa de Martín Muñoz de las Posadas, ... y assí se lo concedió.»

## Demografía
Cuenta con una población de 249 habitantes (INE 2024).
| Gráfica de evolución demográfica de Martín Muñoz de las Posadas entre 1842 y 2021                                     |
| |
| Población de derecho según los censos de población del INE. Población de hecho según los censos de población del INE. |

El municipio, que tiene una superficie de 45,59 km².

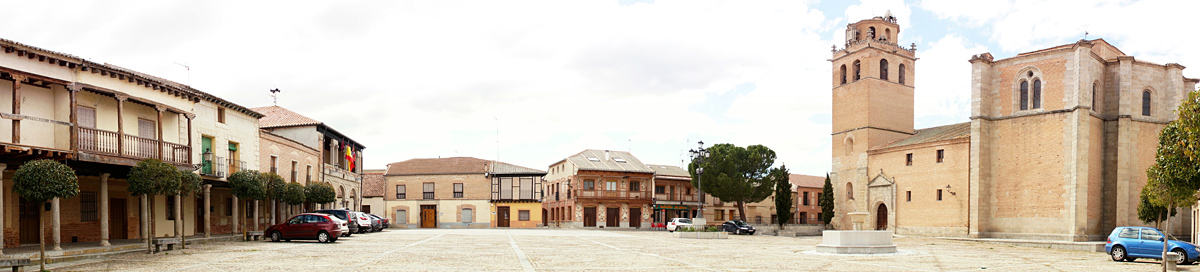
Panorámica de la plaza Mayor con el Ayuntamiento y la iglesia de Nuestra Señora de la Asunción.

## Administración y política
Durante un breve periodo del siglo XIX dio nombre y fue capital del partido judicial de Santa María la Real de Nieva al que pertenece.
Lista de alcaldes
| Periodo   | Nombre                                                                           | Partido   |
| --------- | -------------------------------------------------------------------------------- | --------- |
| 1979-1983 | Heliodoro Bartolomé Manzanas                                                     | UCD       |
| 1983-1987 | Joaquín Sáez González                                                            | AP-PDP-UL |
| 1987-1991 | Luis Miguel Redondo Iglesias (1987-1989)Francisco Javier Martín Mata (1989-1991) | PDPPSOE   |
| 1991-1995 | Luis Antonio Mata Redondo (1991-1992)Francisco Javier Martín Mata (1992-1995)    | PSOE      |
| 1995-1999 | María Josefa Nobel Delgado                                                       | PP        |
| 1999-2003 | María Josefa Nobel Delgado                                                       | PP        |
| 2003-2007 | María Josefa Nobel Delgado                                                       | PP        |
| 2007-2011 | María Josefa Nobel Delgado                                                       | PP        |
| 2011-2015 | José Antonio García Gil                                                          | PP        |
| 2015-2019 | José Antonio García Gil                                                          | PP        |
| 2019-2023 | José Antonio García Gil                                                          | PP        |
| 2023-act. | José Antonio García Gil                                                          | PP        |

## Patrimonio
La localidad cuenta con dos edificios históricos declarados bien de interés cultural:

### Iglesia de Nuestra Señora de la Asunción

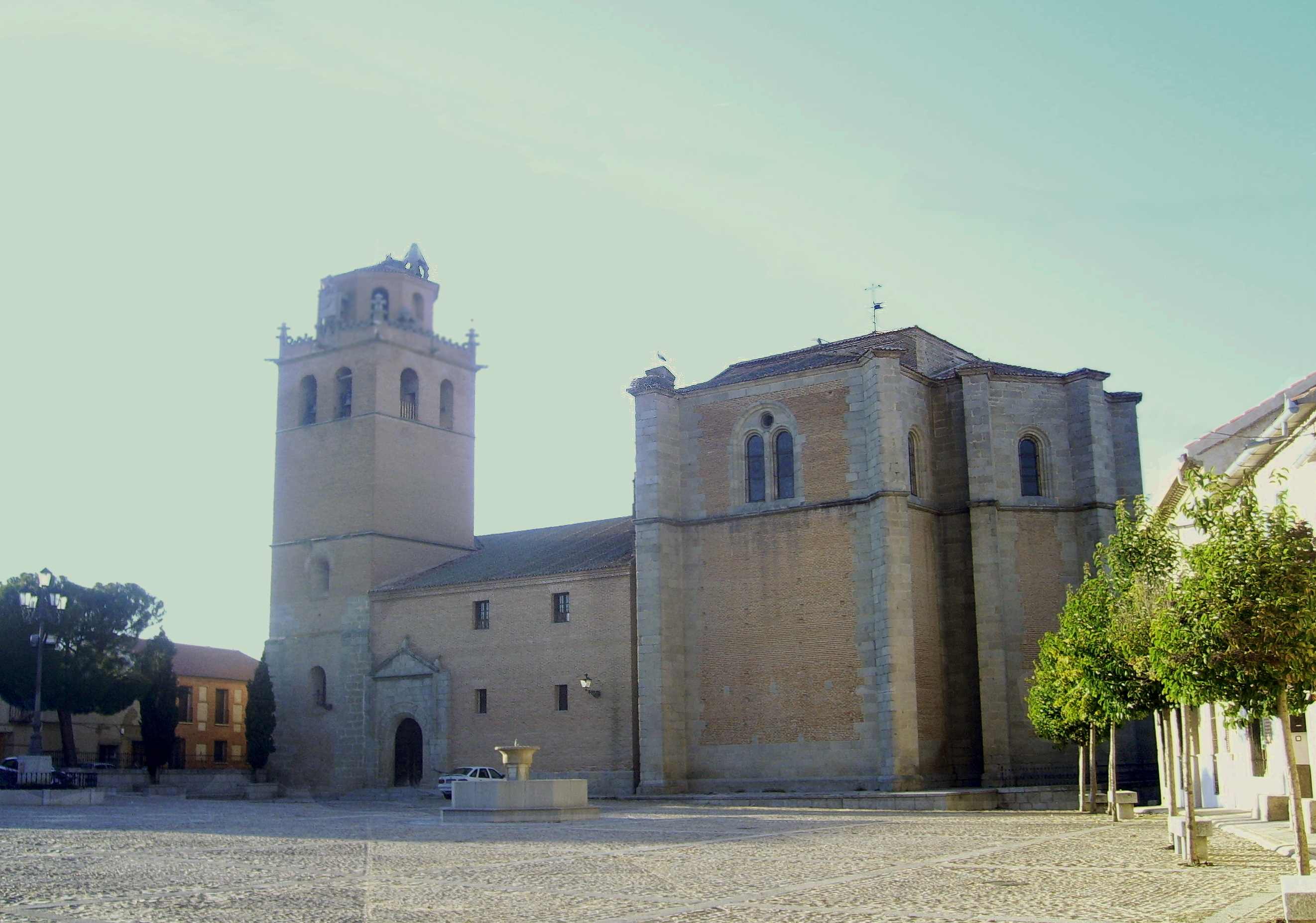
Iglesia parroquial de Nuestra Señora de la Asunción

Construida entre los siglos XIII y XVI. Tiene una sola nave bastante larga. La portada occidental es gótica, muy rica, con un buen tímpano con la Anunciación. A su lado se levanta la torre, adornada con pináculos góticos, gárgolas y crestería. En el interior se puede ver un retablo plateresco que comprende tablas de Alonso y Pedro de Herrera. En la Capilla costeada por el cantor de Felipe IV y racionero de la catedral de Toledo Don Marcos García, cuenta con un magnífico San Marcos tallado en madera por Manuel Pereira, de 1649. Destaca, también, el mausoleo del cardenal Diego de Espinosa, obispo de Sigüenza e Inquisidor general, que está situado en la capilla que el mismo cardenal había fundado y costeado. Está realizado en mármol y alabastro y su autor es Pompeo Leoni. La iglesia cuenta con un cuadro de El Greco, titulado El calvario.

### Palacio del cardenal Diego de Espinosa

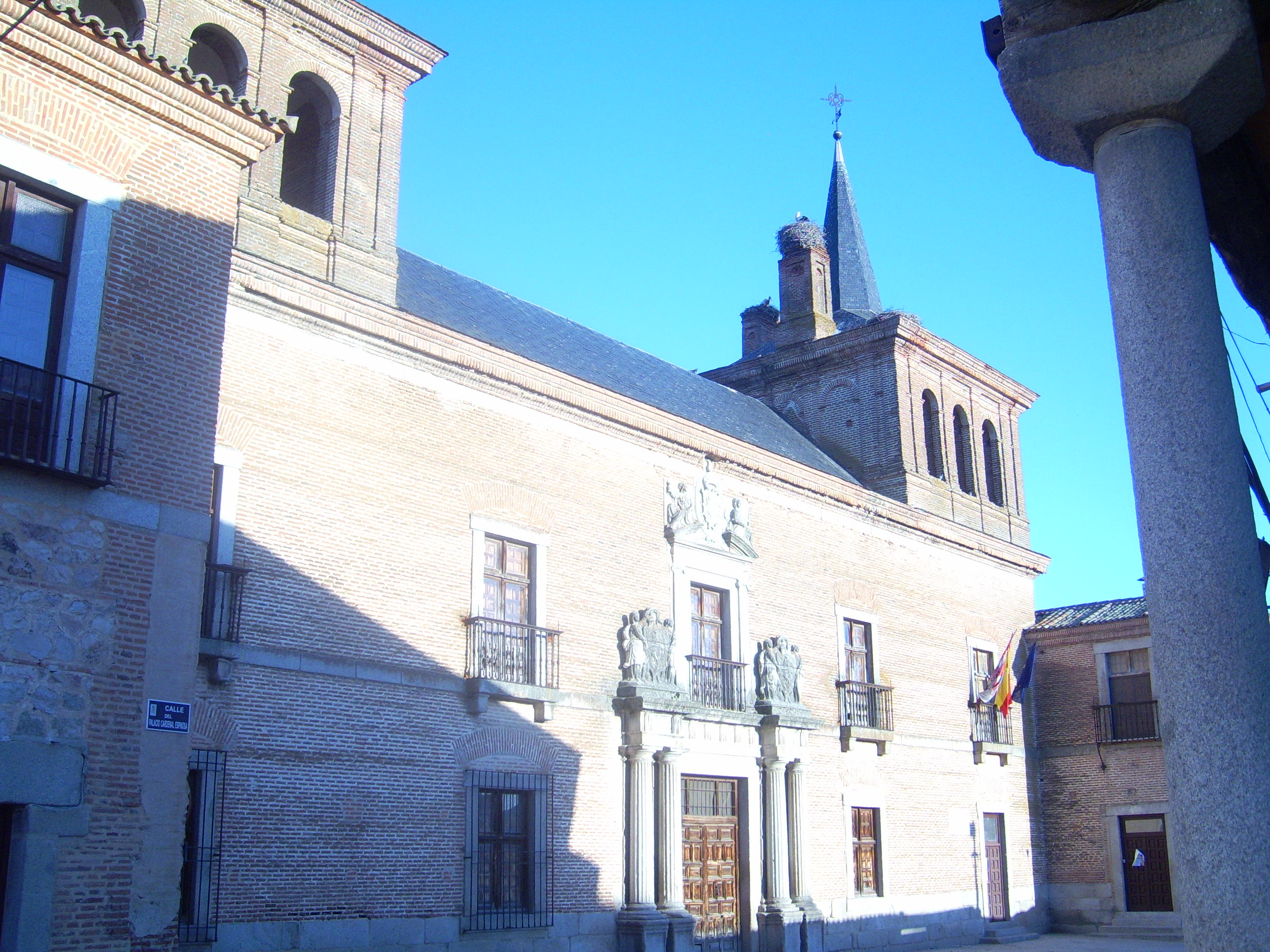
Palacio del Cardenal Espinosa

Su construcción se inicia en 1569 por Juan Bautista de Toledo (Arquitecto del Monasterio de El Escorial), que muere y cuya obra continua Gaspar de Vega. La construcción finaliza en el año 1572.
Su planta es rectangular. Tiene un patio interior cuadrado con distintas dependencias en su entorno, con dos pisos; el piso inferior tiene una galería con arcos de medio punto y columnas toscanas y el de arriba es adintelado sobre columnas jónicas con zapatas. La fachada es de ladrillo con un zócalo (cuerpo inferior de la pared) de piedra de sillería (piedras labradas, con forma de rectángulo). A cada lado tiene una torre con sus chapiteles de pizarra.